# Pietro degli Angeli
Pour les articles homonymes, voir Angeli.
Pietro degli Angeli, en latin P. Angelus Bargæus, né le 22 avril 1517 à Barga et mort le 29 février 1596 à Pise, est un poète et humaniste italien de la Renaissance. Bargæus accompagne des envoyés français qui faisaient copier pour François Ier des manuscrits à Venise et à Constantinople, puis devient professeur à Reggio de 1546 à 1549, puis à l'Université de Pise. En 1554, iI défendit vaillamment, avec ses écoliers contre Pierre Strozzi qui l'assiégeait, cette ville où il devait achever sa vie 39 ans plus tard. Il est auteur d'un poème de la Chasse (Cynægeticon), en six livres, fort estimé de ses contemporains, et de la Syriade, poème en douze livres, où il traite le même sujet que le Tasse dans sa Jérusalem délivrée, texte dont il fut l'un des réviseurs. Il a publié le recueil de ses poésies à Rome en 1585. On lui doit aussi des Oraisons funèbres (du roi de France Henri II, de Cosme, de Ferdinand de Médicis...) et la traduction du De Elocutione [Du Style] du pseudo-Demetrius.

## Biographie
Élevé d’abord par un oncle très-versé dans les langues anciennes, il savait le grec et le latin à dix ans. On voulut ensuite qu’il étudiait les lois à Bologne ; mais ses goûts littéraires étaient déclarés ; et, après quelques efforts inutiles, ses oncles ne voulant pas l’entretenir à Bologne, s’il n’y étudiait que les belles-lettres, il vendit ses livres de droit, et subsista ainsi pendant quelque temps. Un riche Bolonais, de la famille Pepoli, lui fournit les moyens d’achever ses études. Son talent poétique s’annonça de bonne heure ; il était encore à l’Université de Bologne lorsqu’il conçut l’idée de son poème latin sur la chasse, celui de tous ses ouvrages qui lui a fait le plus de réputation. La crainte d’être reconnu pour l’auteur de quelques vers satiriques qu’il avait faits, à la prière d’une très-noble dame, dont il était amoureux, contre un mari trop peu jaloux de sa femme, l’obligea de quitter Bologne. Il se rendit à Venise, où il trouva un asile honorable chez l’ambassadeur de France, qui le retint chez lui pendant trois ans, et l’occupa à corriger des manuscrits grecs, qu’il faisait copier par ordre du roi, François Ier, pour être placés à Paris, dans la Bibliothèque royale. Emmené ensuite à Constantinople par un autre ambassadeur français, dont il avait fait la connaissance à Venise, il visita avec lui, dans l’Asie mineure et dans la Grèce, tous les lieux célébrés dans les ouvrages des anciens. Il était, en 1543, sur la flotte envoyée par le Grand Seigneur aux environs de Nice, contre l’Empereur, tous les ordres du fameux Barberousse. Il se trouva, avec son ambassadeur, au siège de Nice, par les Français. La ville fut prise : la citadelle était assiégée de près ; un faux bruit, répandu par les Italiens, fit craindre, aux assiégeants, l’approche d’une armée nombreuse ; ils levèrent le siège. Il en résulta de l’aigreur entre les deux nations. Un Français, qui trouvait auprès d’Angelio sur une galère, injuria les Italiens ; Angelio donna un soufflet, se battit avec lui et le tua. Le commandant de la galère le fit arrêter sur-le-champ, mais le laissa ensuite échapper. On se mit aussitôt à sa poursuite : il eut bien de la peine à se soustraire aux recherches juridiques et à celles des ennemis particuliers qu’il s’était faits. Son courage et les secours de quelques amis le firent enfin arriver à Gênes ; le célèbre marquis del Vasto, qu’il alla trouver au siège de Mondovi, lui donna les moyens de retourner en Toscane. Il fut attaqué de la fièvre tierce à Florence, rencontra son frère et ses oncles en procès à Barga, sa patrie ; et, croyant trouver plus de repos et de santé à Milan, où Alfonso de Ávalos l’appelait, il projetait de s’y rendre, lorsqu’il apprit la mort de cet illustre Mécène. Il chercha à se consoler par des travaux poétiques qu’il avait interrompus depuis longtemps. Il reprit son poème sur la chasse, pour lequel il avait recueilli un grand nombre de notes et d’observations en Orient et en France. En 1546, les habitants de Reggio le choisirent pour professer publiquement les langues grecque et latine, avec des appointements honorables et les droits de cité dans leur ville : il accepta et remplit pendant trois ans cet emploi. Au bout de ce temps, le grand-duc Cosme Ier l’appela pour professer les belles-lettres dans l’Université de Pise. Après avoir occupé dix-sept ans cette chaire, il passa à celle de morale et de politique, où il fut charge d’expliquer les deux grands traités d’Aristote sur ces matières. Son attachement pour cette université et pour le grand-duc était tel que, pendant la guerre de Sienne, Cosme ayant été forcé de suspendre le paiement des professeurs de Pisé, Angelio engagea ses meubles et ses livres pour rester à son poste, tandis que tous ses confrères désertaient. L’armée siennoise, commandée par Pierre Strozzi, s’approcha de Pise. Il n’y avait point de soldats pour la défendre. Le brave professeur fit prendre les armes à tous les écoliers de l’université, les exerça, les encouragea, rassura et défendit avec eux la ville, jusqu’au moment où le grand-duc y put envoyer des secours. Le cardinal Ferdinand de Médicis, qui fut ensuite grand-duc, l’appela à Rome, auprès de lui en 1575. Il l’y fixa par une forte pension, par de riches présents, et par les traitements les plus honorables. Il l’encouragea à terminer un grand poème commencé depuis plus de trente ans, et dont le sujet était la conquête de la Syrie et de la Palestine par les chrétiens. Angelio fit réimprimer à Rome toutes ses poésies en 1585, et les dédia au même cardinal, qui l’en récompensa par un présent de 2 000 florins d’or. Quand Ferdinand fut devenu grand-duc, Angelio le suivit à Florence, où il fut consul de l’académie, et où il publia enfin son poème de la Syriade. Des pensions considérables lui assurèrent une vieillesse libre et heureuse. S’étant retiré à Pise, il y vécut paisiblement quelques années. Il y mourut de maladie, le 20 février 1596, âgé de 79 ans, et fut enterré dans le Campo Santo. On lui fit des obsèques magnifiques : son oraison funèbre fut prononcée dans l’Académie de Florence, et même, par une exception très-rare, dans l’Accademia della Crusca, quoiqu’il n’en eût pas été membre. Ces deux discours sont imprimés.

## Œuvre

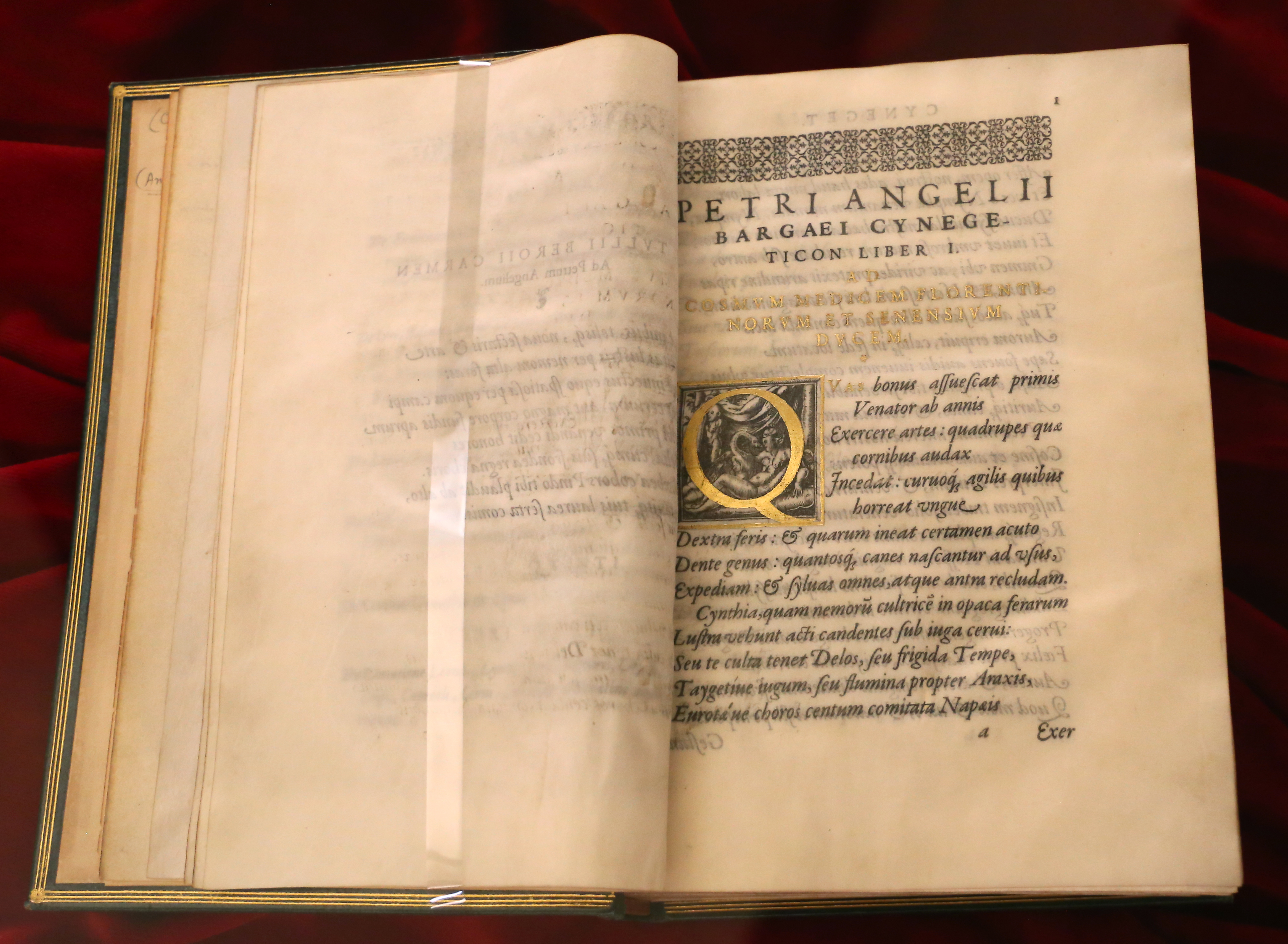
Cynegetica, Lyon, Sébastien Gryphe, 1561. Biblioteca Medicea Laurenziana

Ceux des ouvrages d’Angelio qui ont vu le jour, sont :
- trois oraisons funèbres, la première, du roi de France, Henri II, prononcée à Florence, en 1559 ; la seconde, du grand-duc Cosme de Médicis, à Pise, en 1574 ; et la troisième, du grand-duc Ferdinand de Médicis, à Florence, en 1587 : toutes trois, écrites en latin, ont été traduites en italien, et imprimées ; on croit que la traduction de la troisième fut faite par l’auteur même.
- De ordine legendi scriptores Historiæ romanæ. Cet opuscule, imprimé deux fois à part, a été inséré par Grotius dans son recueil, intitulé : De studiis instituendis, Amsterdam, Blaeu, 1643 et 1645, in-12.
- Poemata omnia, diligenter ab ipso recognita, Romæ, 1583, in-4°. Ce volume contient une grande variété d’ouvrages qui avaient été d’abord presque tous imprimés séparément, et dont voici les principaux : Cynegeticon libri IV, le meilleur de tous ses poèmes, et auquel il avait travaillé pendant vingt ans, comme il l’avoue dans sa préface ; De aucupio liber primus ; ce poème était en 4 livres, mais Angelio n’osa jamais publier que le premier ; Eclogæ IV ; Epistolarum liber primus ; Carminum libri IV ; Syrias, poème en 12 livres, sur le même sujet que La Jérusalem délivrée du Tasse ;
- De privatorum publicorumque urbis Romæ eversoribus Epistola, etc., Florence, 1589, in-4°., et ensuite insérée dans le t. 4 du Thesaurus antiquitatum Romanarum. L’auteur y soutient que ce n’est pas aux Goths ni aux Vandales, mais aux ordres du pape Grégoire, et de quelques-uns de ses successeurs, et en partie aussi à la piété mal entendue des chrétiens, qu’il faut attribuer la destruction des plus beaux monuments de Rome.
- Poésies toscanes, publiées avec une traduction de l’Œdipe roi de Sophocle, faite par le même auteur, Florence, 1589, in-8°.
- quelques lettres en latin et en italien, imprimées dans plusieurs recueils.
- les Mémoires de sa vie écrits par lui-même, publiés par Salvino Salvini dans les Fasti consolari de l’Académie de Florence, et d’où l’on a tiré, pour la première partie de cet article, des faits intéressants, qui ne se trouvent point dans les dictionnaires historiques prétendus universels, publiés, jusqu’à présent, en France, et même en Italie.